# Katadioptriska teleskop

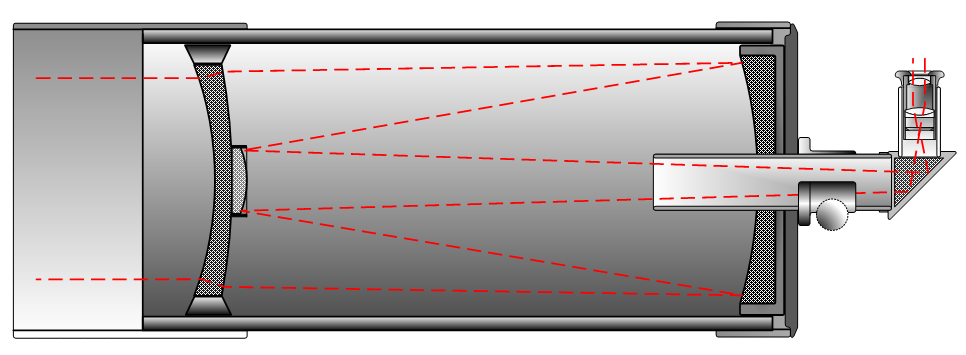
Ljusgången i ett katadioptriskt teleskop av typen Maksutov.

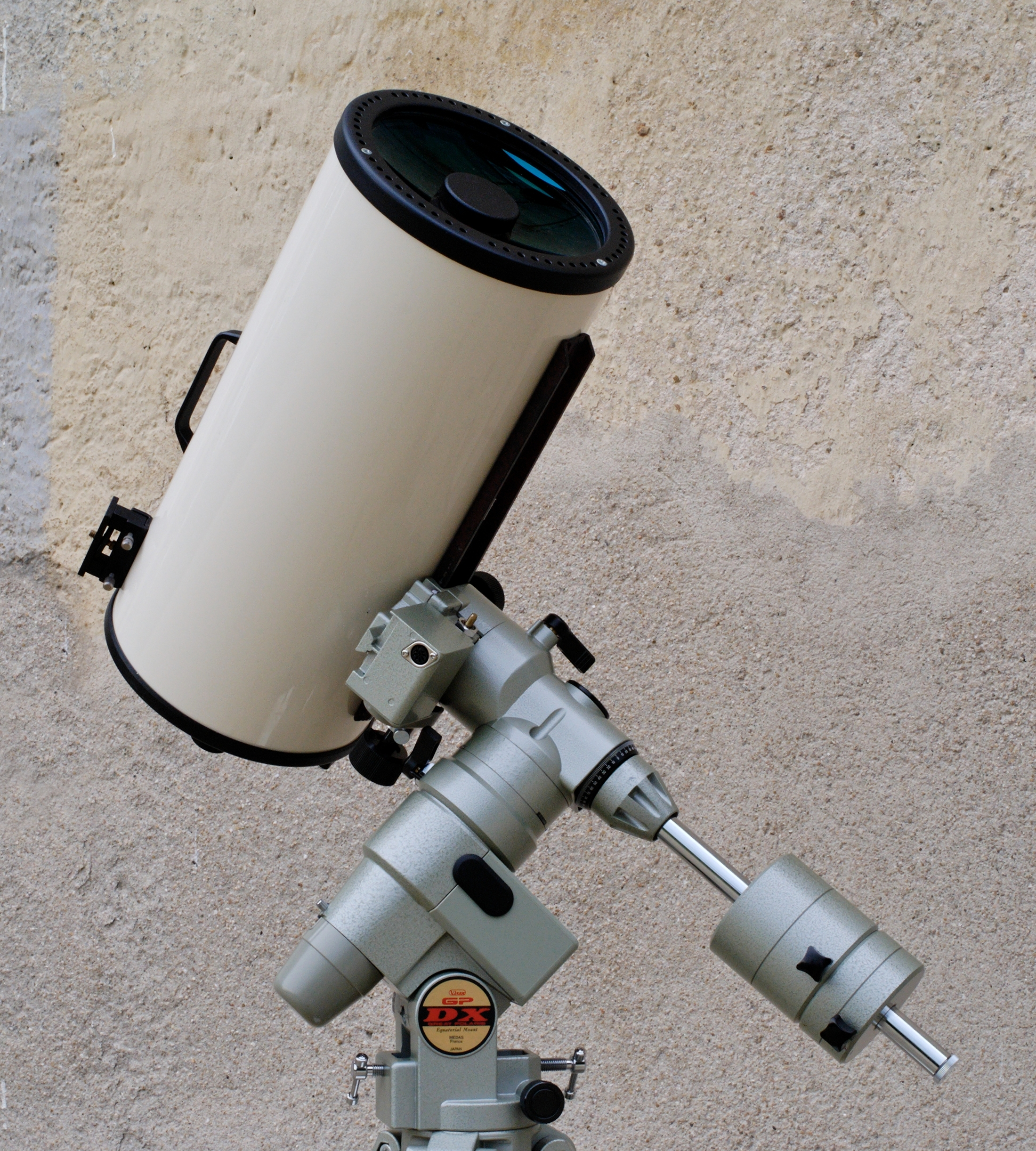
Ett katadioptriskt teleskop (Maksutov-Cassegrain) monterat på stativ. Den förhållandevis korta kroppen i förhållande till diametern är typisk för teleskop av denna typ.

Katadioptriska teleskop, även kallade hybridteleskop, är en typ av optiska teleskop som kombinerar bruk av linser (dioptrik) och speglar (katoptrik). Det tydligaste yttre kännetecknet för dessa teleskop är att de är mycket korta i förhållande till sin diameter. Grunden i det katadioptriska teleskopet är en primär spegel längst bak i teleskopet och en korrektionsplatta i teleskopets front som korrigerar mot sfärisk aberration.
Katadioptriska teleskop är förhållandevis enkla att tillverka, har god felkorrektion och ger skarpa detaljer över ett stort synfält. De ger också en mer portabel lösning än refraktor- och reflektorteleskop av motsvarande styrka. Konstruktionen med en extra spegel leder dock till en viss ljusförlust.
Det första katadioptriska teleskopet skapades av den i Tyskland verksamme astronomen och optikern Bernhard Schmidt. De två vanligaste katadioptriska konstruktionstyperna heter Schmidt-Cassegrain och Maksutov.